# No pidas sardina fuera de temporada (novela)
No pidas sardina fuera de temporada(No demanis llobarro fora de temporada, título original en catalán) es una novela juvenil, escrita por Andreu Martín y Jaume Ribera y traducida por los propios autores al español.
Es la primera novela de una saga centrada en el personaje de Flanagan, un joven barcelonés con aspiraciones detectivescas. 

## Argumento
La historia, narrada en primera persona, comienza con Flanagan vendiéndole a un compañero del colegio un informe con todos los datos que ha reunido sobre otra compañera. A eso se dedica, Flanagan, cuyo nombre real es Juan Anguera, a espiar a sus compañeros y comerciar con la información obtenida. Cobrando siempre un buen precio. Su hermana pequeña Pili le ayuda y hace las veces de secretaria.
Todo va bien hasta que María Gual, una compañera insoportable, le propone que investigue a su hermano mayor ya que siendo repetidor y sin que ella vea que estudie, está sospechosamente sacando muy buenas notas. Engatusa a Flanagan para que no le cobre y a cambio le propone ser socios. Cuando Flanagan descubra cómo lo hace su hermano hace trampas, María se lo revelará a sus padres y entonces éstos le privarán de un trastero que María y Flanagan podrán utilizar como despacho.
Flanagan, seducido por la idea de tener un despacho en condiciones, acepta y comienza a espiar a Elías, el hermano de María. Elías es heavy y tiene una moto que guarda en el trastero de sus padres, que también utiliza como cuarto oscuro para revelar fotografías.
Flanagan, además de seguir a Elías a todos lados, investiga también a sus amigos y trata de confraternizar con ellos, pero descubren que los está interrogando y tiene que huir para que no le den una paliza.
Desesperado porque no descubre como Elías saca tan buenas notas, decide enfocar el asunto al revés; sabe que por fuerza debe tener algún trato con el conserje, apodado "El Fantasma", que es el único con acceso a los exámenes y que sería capaz de venderlos, por lo que comienza a espiarlo a él.
Flanagan descubre que el Fantasma tiene tratos con traficantes y que Elías tiene fotos comprometedoras de él en ese sentido, con las que le hace chantaje, obligándolo a que le consiga los exámenes de todas las asignaturas antes de tiempo. El Fantasma está dispuesto a poner fin a la situación y Elías no saldrá bien parado.
Flanagan corre a contarle todo a María pero no le hace mucho caso ya que está centrada en la fiesta que ha organizado y que transcurre en esos momentos. Entonces Flanagan se topa allí con Clara, la chica más popular y pasa toda la fiesta con ella, bailando y hablando. La acompaña a casa y conoce a su padre, que le invita a entrar, pero unos motoristas llegan a la casa e instan al padre a que salga y le dan una paliza. Flanagan reconoce a Elías y a sus amigos y retiene a Clara para permanecer escondidos hasta que finalmente aparece la policía.
Al día siguiente, Clara está molesta con Flanagan y éste trata de pasar un día normal, asimilando toda la noche anterior. Al atardecer, Elías llama a Flanagan a su casa y le dice que su vida corre peligro y que necesita que le ayude a entregar un sobre a "El Lejía", el padre de Clara.
Flanagan acepta y acude a la mañana siguiente al lugar acordado pero cuando Elías aparece, lo atropellan intencionadamente. Flanagan no encuentra ningún sobre con él y acude al bar que frecuentan Elías y sus amigos. Allí descubre que el camarero le guardaba el sobre y se lo da, descubriendo que dentro hay una foto del Fantasma con una sardina. Los amigos de Elías aparecen, le quitan la foto y se enzarzan en un forcejeo del que Flanagan logra escapar, pero al salir a la calle, unos hombres lo cogen a la fuerza y lo meten en un coche.
Lo llevan ante el Lejía, que está con el Fantasma y le preguntan por la foto. Flanagan les explica que la ha visto pero que se la han quitado los amigos de Elías. Lo encierran en un cuarto y les escucha cómo planean ir al hospital a sonsacarle a golpes a Elías dónde estaba la foto y se marchan. También escucha que todo se trata de heroína que el Lejía suministra principalmente al Fantasma para que la distribuya entre menores y que, la foto es una prueba de todo.
Clara acude al oír los golpes y aunque libera a Flanagan no es capaz de creer lo que dice por lo que no lo acompaña. Flanagan decide llamar una ambulancia y hacerse el inconsciente para llegar antes al Hospital. Lo logra y allí Elías le dice que le han mandado a él la foto por correo.
Flanagan vuelve a su casa y le cuenta todo a sus padres, con los que acuerda ir a la mañana siguiente con la foto a denunciarlo todo. Clara acude a buscarlo y le cuenta que ha decidido ir a mudarse con su madre y que, a pesar de lo que pueda parecer, su padre es una buena persona. Flanagan no se muestra de acuerdo, ambos se frustran al constatar que su relación es imposible y se despiden.
Tres meses después, el Fantasma, el Lejía y sus secuaces están en prisión. Elías se ha mudado y está teniendo éxito con sus fotos. Flanagan, Pili y María están perfectamente instalados en el trastero y el negocio va viento en popa, tanto que a veces Flanagan no hace nada, salvo escuchar música y recordar a Clara.

## Personajes
protagonista :
- Elías:niño con 14 años. Más conocido como "Flanagan".

(Los demás no aportan nada a la historia)
secundarios 
- Pili Anguera: Hermana pequeña de Flanagan que hace las veces de ayudante.
- María Gual: Conocida de Flanagan y aspirante a ser su socia. Irritante.
- Elías Gual: Hermano mayor de María, aficionado a la fotografía.
- Clara Longo: Chica popular de la que está enamorado Flanagan.
- El Lejía: Padre de Clara.
- El Fantasma: Conserje del centro de secundaria. Siniestro.

## Premios y repercusión
- Finalista premio Joaquim Ruyra, 1986.
- Premio Nacional de Literatura juvenil, 1989.

Durante muchos años ha sido lectura recomendada en la Educación Secundaría Obligatoria, siendo muchas las generaciones que han conocido esta novela y que han seguido a Flanagan en el resto de novelas, con múltiples reediciones, tanto en catalán como en español.